# Jan Stanisław Mojaczewski
Jan Stanisław Mojaczewski herbu Poraj (ur. ok. 1714 roku – zm. 24 lutego 1794 roku w Borowie pochowany w Czempiniu na zabytkowym Cmentarzy Ewangelickim. Pomnik Stanisława Mojaczewskiego został przeniesiony z cmentarza do Borowa) – pułkownik wojsk saskich, senior generalny parafii ewangelicko-reformowanych, członek konfederacji toruńskiej w 1767 roku.

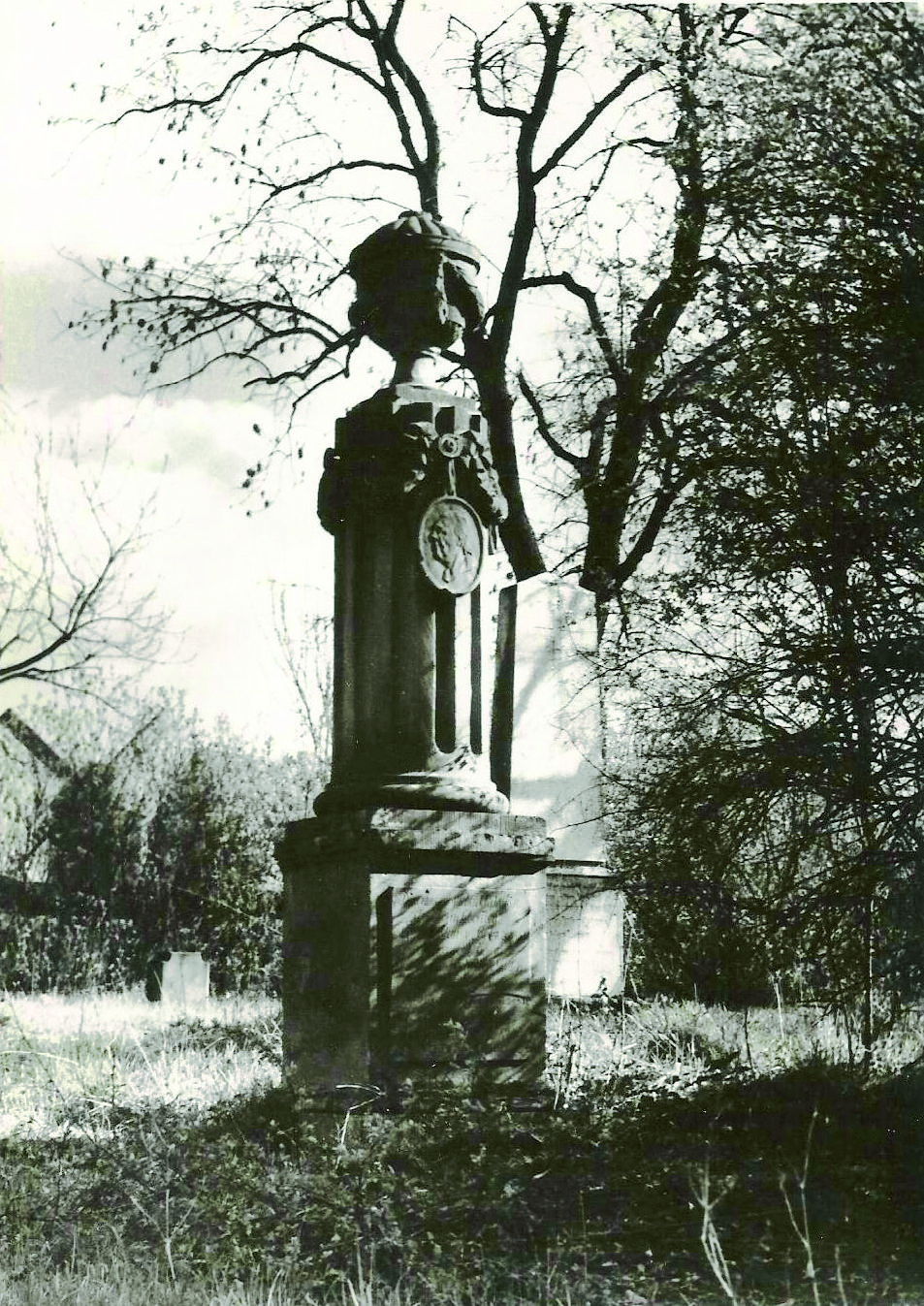
Pomnik na zabytkowym cmentarzu Ewangelickim w Czempiniu
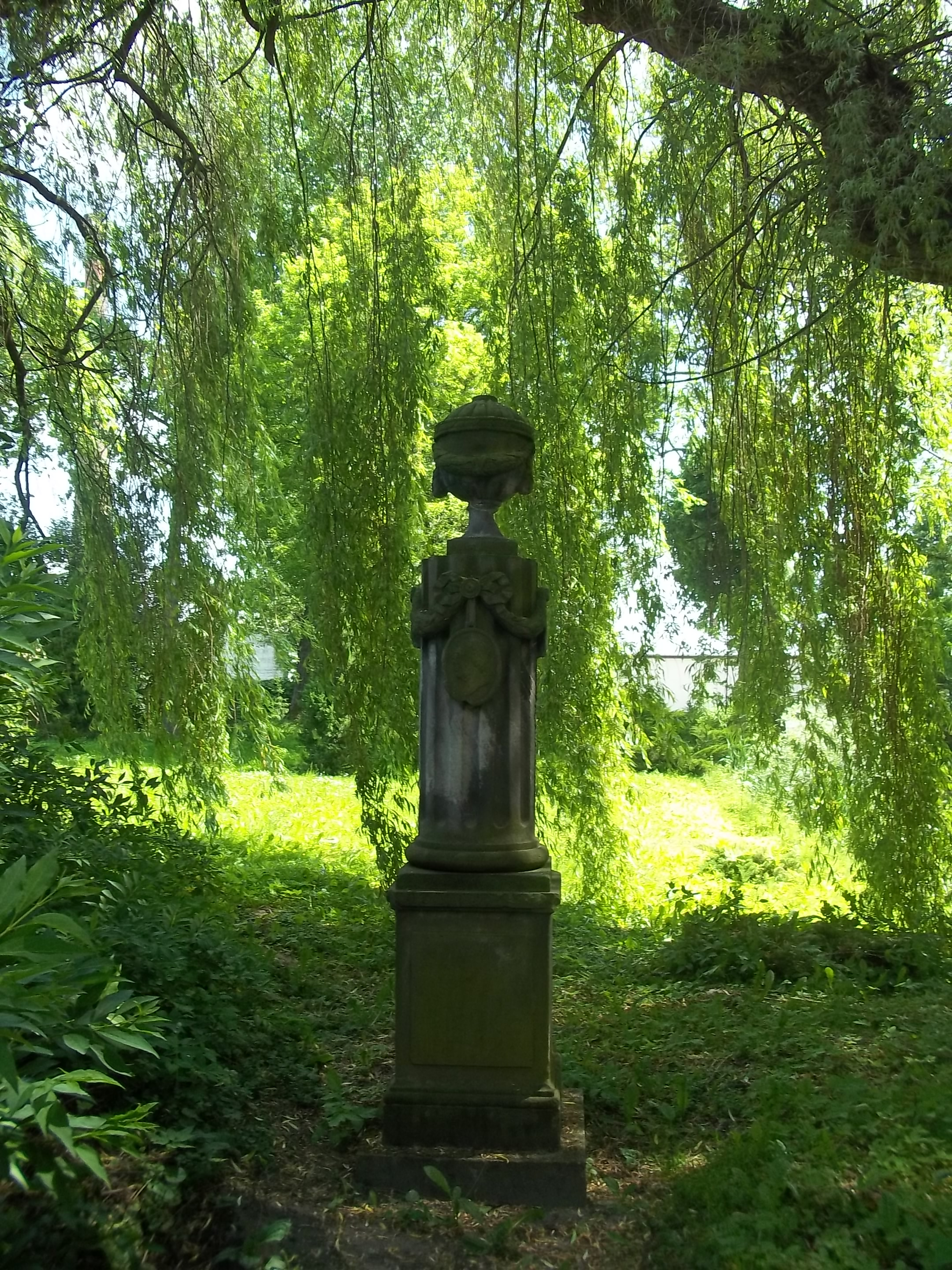
Przeniesiony pomnik z zabytkowego Cmentarza Ewangelickiego w Czempiniu. Pomnik obecnie znajduje się przy pałacu w Borowie.
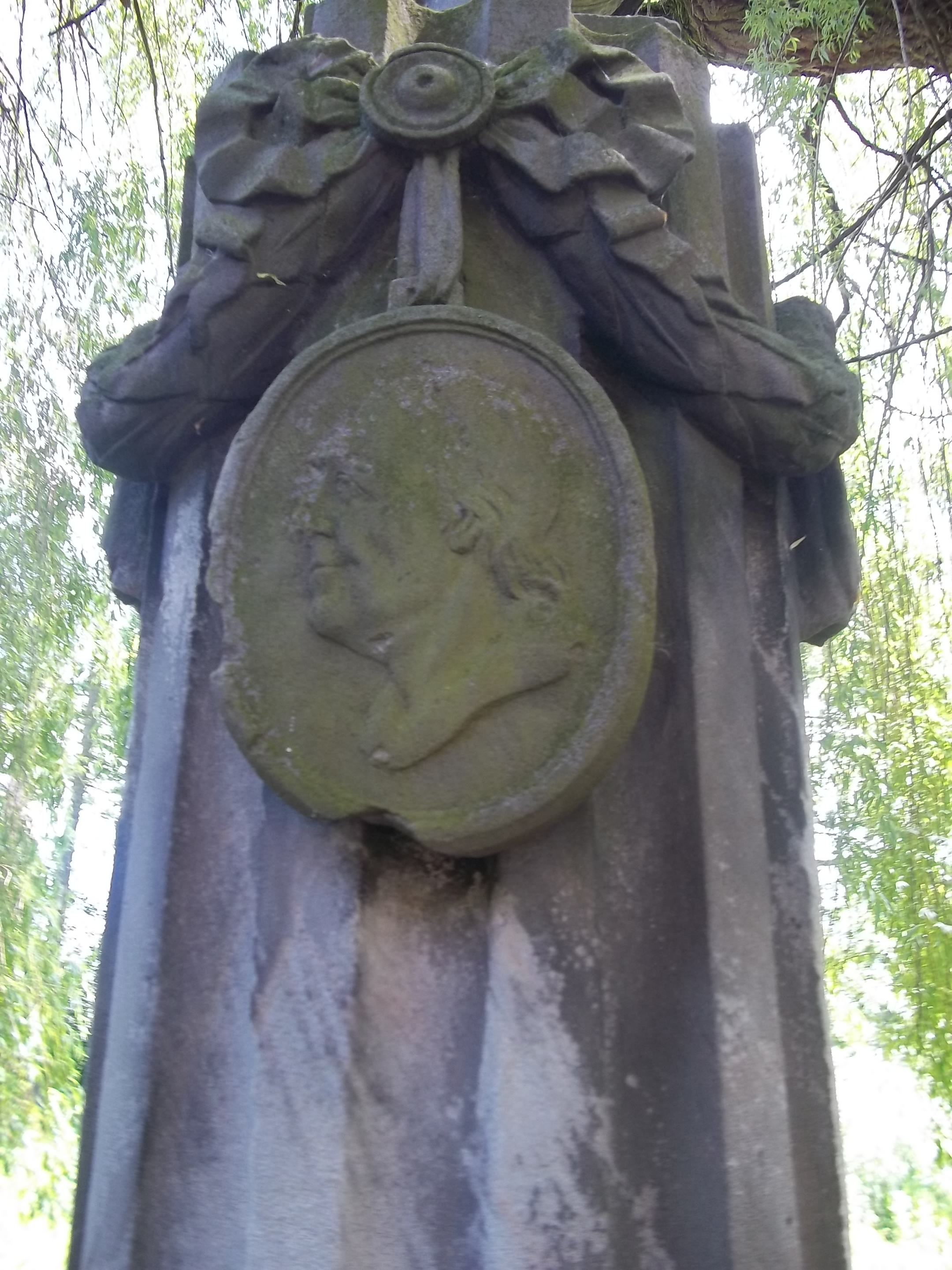
Wizerunek Stanisława Mojaczewskiego na pomniku